# Fokjel
A fokjel ° egy kis, emelt kör alakú tipográfiai és matematikai jel, a fok jele: többek közt hőmérsékletre vonatkozóan, valamint egy geometriai szög fokát jelölheti, ennek kapcsán pedig földrajzi helymeghatározásra is szolgál.

## Megjelenítése és karakterkódja
Windows alatt az Alt Gr és 5, majd egy másik betű lenyomásával (majd ezen betű törlésével), vagy pedig a bal Alt és a számbillentyűzeten a 0176 beírásával hívható elő.
Unicode-beli kódja: U+00B0. HTML-kódja: &deg;.

## Hőmérséklet jelölésére
A fokjel – a kelvin kivételével – mindegyik hőmérsékleti skála (pl. Celsius, Fahrenheit, Réaumur) betűjelénél, a betű elé írva használatos. Ilyenkor a számjegy után szóköz áll, a fokjel után, a betű előtt azonban nincsen szóköz, pl. 20 °C.
A Celsius-fok leírására külön jel is létezik a Unicode-ban (kódja: U+2103), mely némileg különbözik a két karakterrel megadott fokjeltől: ℃
 °C. A Fahrenheit-fokhoz hasonlóképp létezik önálló kód: ℉ – vö. °F (U+2109). Ezek különösen a kínai írásnál célszerűek, ahol két (a többivel egyenlő szélességű) karakter aránytalanul sok helyet foglalna.

## Geometriai használata
Geometriai, ill. földrajzi értelemben a számjegy után a fokjelet szóköz nélkül írjuk: 90°, és az esetleges ragot kötőjellel fűzzük hozzá, pl. 5°-kal.
A fokjellel megadott mennyiséget pontosíthatja a fok után számmal megjelölt perc ′ (olykor ívperc, ill. láb), másodperc ″ (illetve ívmásodperc, más néven hüvelyk), továbbá esetleg a harmadperc (tertia) ‴ (amelyek egyaránt az előző egység hatvanadrészét jelölik). A harmadperc helyett a gyakorlatban inkább az ívmásodpercet szokták tizedestörtként megadni. (Eredetileg ezek kis alakú római számokat jelöltek, és a fokjel ezekhez képest jelentette a nullát mint kiindulást.)
A perc és a másodperc jele nem azonos az aposztróffal (’), illetve az idézőjellel (”).

## Hasonló jelek
Térközt nem növelő karakterként, ill. betűk kiegészítő elemeként, mellékjelként a cseh, dán, norvég, svéd és vallon nyelvben karika állhat elsősorban betűk fölött (å, e̊, ů, ẘ, ẙ, q̊, x̊ – ill. más mellékjelekkel kombinálva: ǻ, å̂, ā̊, ą̊, å̱, ill. r̥̄), olykor alattuk (ḁ, valamint kombinálva r̥ és r̥̄). A fonetikai átírásban alul lévő karika jelölheti mássalhangzók zöngétlenségét, illetve egyes mássalhangzók szótagképző jellegét, pl. r̥. Ezeket az U+0325 kiegészítő karakterrel lehet megjeleníteni. Az egyes japán hiragana (ぱ, ぴ, ぷ, ぺ, ぽ) és katakana (パ, ピ, プ, ペ, ポ) szótagjelekben álló, [p] kezdőhangot jelölő dakuten ゜ szintén nem azonos a fokjellel és a fenti mellékjelekkel sem.
Térközt növelő karakterként egyes nyelvekben, ahol a sorszámnév a-ra vagy o-ra végződhet, a hímnemű sorszámnevek jelölésekor szintén hasonló jelet alkalmaznak (gyakran aláhúzva), pl. olasz terzo: 3o, de erre is alkalmazható külön jel: º. Matematikai operátorként szintén külön jel használható: ∘, akárcsak a felső indexbe írt nullához: ⁰ (vö. 0).